# ترانزیستور وی‌دی‌ام‌اواس

vdmos

VDMOS ترانزیستور VDMOS یکی ترانزیستور توان و فرکانس بالای ماسفت است. ترانزیستور DMOS ترانزیستور توان نامیده می‌شود. ترجمهٔ این ترانزیستور به فارسی برابر است با ترانزیستور ماسفت نفوذ دوگانه یا doubble diffused MOSFET. این گونه از ترانزیستورها به دو نوع LDMOS و VDMOS تقسیم می‌شوند. نوع LDMOS جریان به صورت افقی بین درین تا سورس جریان می یابد و در نوع VDMOS، جریان به صورت عمودی از سروس تا درین جاری می‌شود. 
در واقع VDMOS مخفف vertical doubble diffused MOSFET است. در این نوع ترانزیستور درین زیر ترانزیستور و سورس بالای ترانزیستور قرار گرفته‌است. 